# Comuna de Mełgiew
Mełgiew (polaco: Gmina Mełgiew) é uma gminy (comuna) na Polónia, na voivodia de Lublin e no condado de Świdnicki (lubelski). A sede do condado é a cidade de Mełgiew.
De acordo com os censos de 2004, a comuna tem 8195 habitantes, com uma densidade 85,7 hab/km².

## Área
Estende-se por uma área de 95,64 km², incluindo:
- área agricola: 77%
- área florestal: 15%

## Demografia
Dados de 30 de Junho 2004:
|                      | Total   | Total | Mulheres | Mulheres | Homens  | Homens |
| -------------------- | ------- | ----- | -------- | -------- | ------- | ------ |
|                      | pessoas | %     | pessoas  | %        | pessoas | %      |
| População            | 8195    | 100   | 4207     | 51,3     | 3988    | 48,7   |
| Densidade (pop./km²) | 85,7    | 100   | 44       | 44       | 41,7    | 41,7   |

De acordo com dados de 2002, o rendimento médio per capita ascendia a 1204,99 zł.

## Subdivisões
- Dominów, Franciszków, Jacków, Janowice, Janówek, Józefów, Krępiec, Krzesimów, Mełgiew, Minkowice, Minkowice-Kolonia, Nowy Krępiec, Piotrówek, Podzamcze, Trzeciaków, Trzeszkowice, Żurawniki.

## Comunas vizinhas
- Głusk, Łęczna, Milejów, Piaski, Świdnik, Wólka